# フェアリー・クイーン・トレイン
フェアリー・クイーン・トレイン（英語 Fairy Queen Train）は、インドで最初に登場した豪華観光列車のパレス・オン・ホイールズに倣い、ラージャスターン州観光の振興のためにインド鉄道により運行が開始された観光列車。1855年に建造された国宝の蒸気機関車であるフェアリー・クイーンが牽引する。
同国の首都であるデリーを出発し、ラージャスターン州のアルワルまでの間を往復する。観光客は、アルワル駅にて下車し、アルワル藩王国の首都であったアルワルの町とサリスカー虎保護区を一泊観光するのが一般的である。

## 運行
- デリー・カントンメント駅 09:00発 → アルワル駅 15:00着
- 翌日、アルワル駅 13:00発 → デリー・カントンメント駅 18:45着

## 蒸気機関車「フェアリー・クイーン」
フェアリー・クイーンは、1855年に建造された、現在現役で運転されている世界最古の蒸気機関車であり、ギネスブックに登録されている。イングランドのリーズで建造され、同年にインドのコルカタに輸送されて、東インド鉄道により運行が開始された。
1909年に現役を引退してハウラー駅に置かれ、1943年には訓練車としてチャンダウシーに移動した。1972年には、インド政府から国宝に指定され、ニューデリーの国立鉄道博物館に展示された。1997年に完全に整備されたうえで、観光列車として現役に復帰した。

## External links
- フェアリー・クイーン・トレインの公式ウェブサイト
- インド国立鉄道博物館サイト内 フェアリー・クイーン紹介